# Tofalău
Tofalău (węg. Tófalva) – wieś w Rumunii, w okręgu Marusza, w gminie Sângeorgiu de Mureș. W 2011 roku liczyła 24 mieszkańców.